# Grejmyrdolpen
Grejmyrdolpen är en sjö i Åre kommun i Jämtland och ingår i Indalsälvens huvudavrinningsområde.